# Hubert-Denis Etcheverry
Pour les articles homonymes, voir Etcheverry.
Hubert-Denis Etcheverry, né à Bayonne le 21 septembre 1867 et mort dans sa ville natale le 3 avril 1952, est un peintre français.

## Biographie
Élève d'Achille Zo à l'école municipale de dessin de Bayonne, il est reçu premier au concours d'entrée de l'École des beaux-arts de Paris, où il entre à l'atelier de Léon Bonnat et d'Albert Maignan. Il obtient un second prix de Rome en 1891 avec une toile intitulée Jupiter et Mercure reçus par Philémon et Baucis. Il est l'auteur de tableaux de mœurs célèbres et de nombreux portraits.
En 1913, Etcheverry expose Sous le masque, au Salon des artistes français, l'œuvre fut popularisée grâce au format carte postale.
Il a écrit de nombreux poèmes sur le thème de la guerre, cela le touchait énormément ; en effet on le retrouve dans cette phrase : « Je suis un passionné par tout ce qui touche le débarquement en Normandie, le 6 juin 1944 et j'ai une profonde admiration et un très grand respect pour tous ces jeunes hommes qui sont venus de leur lointain pays pour perdre leur vie afin que la nôtre soit plus libre. »

## Œuvres

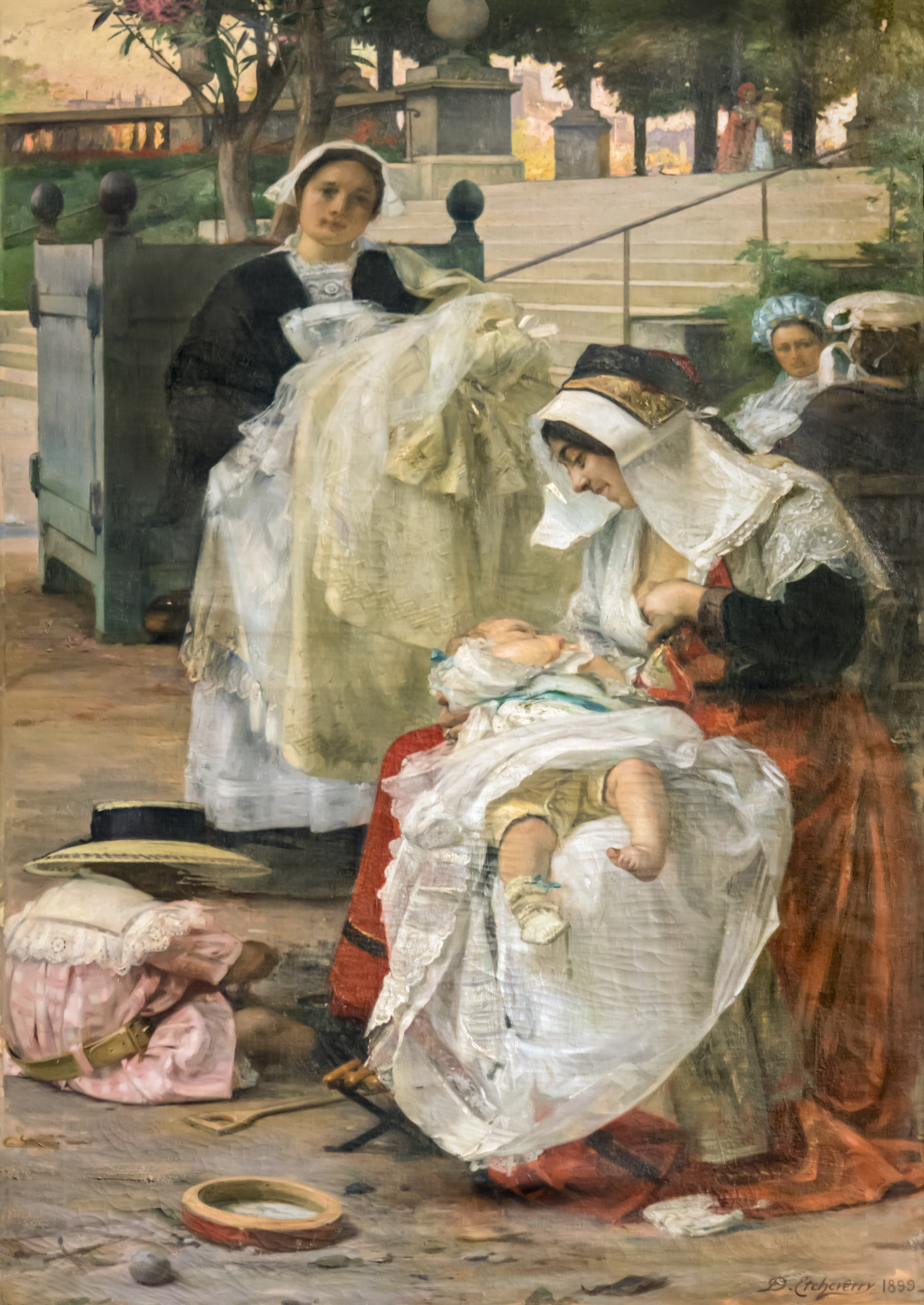
Les nounous. Ariégeoise et Bretonne, 1899, Musée des Augustins de Toulouse

- Jupiter et Mercure reçus par Philémon et Baucis, 1891, Bayonne, Musée Bonnat-Helleu
- Saint Michel protégeant une trépassée, 1895, Troyes, Musée des Beaux-Arts
- Saint Patrick convertissant deux nobles irlandaises, 1896, Bayonne, Musée Bonnat-Helleu
- Naissance de Pégase, 1897, Pau, Musée des Beaux-Arts
- Ils ne lisaient plus, 1898
- Les Nounous au Luxembourg ou Les nounous ariégeoises et bretonnes, 1899, Toulouse, Musée des Augustins
- Ariégeoise et bretonne, 1899
- Vertige, 1903, Paris, Musée Carnavalet
- Confidences, 1905
- La Dame en bleu, portrait de Mme Rivière, 1905, Bayonne, Musée Bonnat-Helleu
- Les Loups, 1906
- Paysans espagnols, Province de Léon, 1908
- Portrait de Mme P. H. et de sa fille, 1909
- Galant Message, 1909
- Portrait de Léon Bonnat, 1912, Bayonne, Musée Bonnat-Helleu
- Sous le masque, 1913
- Un sans abri victime de la guerre, dessin, 1914, Washington, Smithsonian American Art Museum
- Portrait de Monsieur Eugène Pujalet, directeur de la Sûreté Générale, directeur honoraire des musées nationaux, 1914, Paris, Musée d'Orsay[3]
- Portrait de M. Henri Lacroisade, 1916, Limoux, Musée Petiet
- Nuit claire au Tréport
- Portrait de M. le comte d'Ussel, 1922
- Portrait rose, 1928, Bayonne, Musée Bonnat-Helleu
- Rêverie, 1930, Bayonne, Musée Bonnat-Helleu
- Portrait d'Albert Buisson, président du tribunal de commerce de la Seine, 1933, Collection municipale d'Issoire
- Retour de promenade, 1943, Bayonne, Musée Bonnat-Helleu